# Tribunal de Execução de Penas de Évora
O Tribunal de Execução de Penas de Évora é um tribunal português especializado, sediado em Évora, com competência para a apreciação jurisdicional da execução das penas criminais. Tem jurisdição territorial sobre as comarcas de Beja, Évora (com exceção dos estabelecimentos prisionais de Alcoentre e Vale de Judeus), Faro, Portalegre, Santarém e Setúbal.